# Algoryx
Algoryx Simulation AB är ett IT-företag som startades år 2007 i Umeå av forskare från datavetenskap, fysik, VRlab och High Performance Centre North (HPC2N) vid Umeå universitet.
Algoryx första produkt var AgX Dynamics, en multifunktionell fysikmotor för simulatorer i industriella tillämpningar, förberedd såväl för användning tillsammans med CAD-verktyg som med spelmotorer som Unity3D.
En senare produkt är Algodoo, ett fysiksimuleringsprogram för grundskolan som baserats på den 2-dimensionella fysikmotorn Phun, vars första versioner skrevs som ett examensarbete av Emil Ernerfeldt, då student i teknisk datavetenskap vid universitetet. Första versionen av Algodoo lanserades 31 augusti 2009, och 2013 släpptes programmet fritt att ladda ned i versioner för Windows, Mac och iOS (Ipad).
Våren 2015 öppnades även ett kontor i München, Tyskland, sedan företaget bland annat slutit ett avtal med tyska Rheinmetall om simulatorer för kranar och fordon.
Hösten 2017 inledde Algoryx ett samarbete med det japanska forskningsinstitutet National Institute of Advanced Science and Technology för att utveckla simuleringsteknik för robotar som ska användas i arbetet med sanering kring kärnkraftverket Fukoshima, som ödelades vid en jordbävning 2011.

## Utmärkelser
I februari 2011 listades Algoryx på Svenska Institutets topp 20-lista. I mars 2011 rankades Algoryx som ett av Sveriges mest lovande unga teknikföretag, både av tidningen Affärsvärlden och tidningen Ny Teknik, som upprepade rankningen 2012.
I maj 2011 togs Algoryx med av tidskriften Red Herring som ett av Europas mest innovatiiva företag.
År 2012 utsågs Algoryx att representera Sverige i European Business Awards. Senare samma år listades Algoryx även på listan Deloitte Sweden Fast Technology 50.